# Lisa Nyberg
Lisa Nyberg (8 agosto 2002) è una sciatrice alpina svedese.

## Biografia
Figlia di Fredrik e sorella di Sophie, a loro volta sciatori alpini, e attiva dal novembre del 2018, in Coppa Europa Lisa Nyberg ha esordito il 12 dicembre 2020 in Valle Aurina/Klausberg in slalom speciale, senza completare la prova, e ha conquistato la prima vittoria, nonché primo podio, il 13 febbraio 2022 a Maribor in slalom gigante; ha debuttato in Coppa del Mondo il 26 novembre 2022 a Killington in slalom gigante, senza completare la prova, e ai Campionati mondiali a Saalbach-Hinterglemm 2025, dove ha vinto la medaglia di bronzo nella gara a squadre (partecipando come riserva) e si è classificata 29ª nello slalom gigante. Non ha preso parte a rassegne olimpiche.

## Palmarès

### Mondiali
- 1 medaglia:
  - 1 bronzo (gara a squadre a Saalbach-Hinterglemm 2025)

### Coppa del Mondo
- Miglior piazzamento in classifica generale: 73ª nel 2025

### Coppa Europa
- Miglior piazzamento in classifica generale: 31ª nel 2022
- 3 podi:
  - 1 vittoria
  - 1 secondo posto
  - 1 terzo posto

#### Coppa Europa - vittorie
| Data             | Località | Paese    | Specialità |
| ---------------- | -------- | -------- | ---------- |
| 13 febbraio 2022 | Maribor  | Slovenia | GS         |

Legenda:

GS = slalom gigante

### South American Cup
- Miglior piazzamento in classifica generale: 15ª nel 2023
- 3 podi:
  - 2 secondi posti
  - 1 terzo posto

### Campionati svedesi
- 7 medaglie:
  - 5 ori (supergigante, slalom gigante nel 2022; supergigante nel 2024; discesa libera, supergigante nel 2025)
  - 2 bronzi (slalom gigante nel 2024; slalom gigante nel 2025)